# Спросить отца
«Спросить отца» (англ. Ask Father) — американская чёрно-белая короткометражная немая комедия 1919 года с участием популярного комика Гарольда Ллойда. Находится в общественном достоянии.

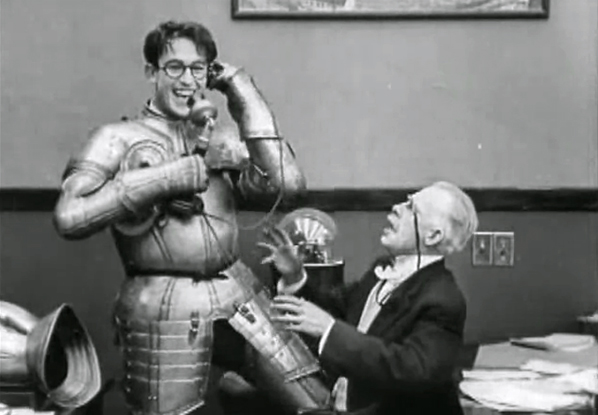
Гарольд Ллойд и Уоллес Хоу в кадре из фильма

## Сюжет
Молодой человек (в исполнении Гарольда Ллойда) хочет жениться на дочери босса. Парень предлагает возлюбленной руку и сердце, она же явно не зная кого выбрать, так как у неё ещё два претендента, отсылает его — спросить отца. Юноша бежит в офис к её отцу, но тут он натыкается на многочисленные барьеры — оказывается не так-то просто пробиться к нему на приём. Его вышвыривают из офиса раз за разом. Лишь прелестница-секретарша (актриса Биби Даниелс) сочувственно относясь к парню, регулярно успевает подложить подушечку при каждом его выбрасывании из офиса. Когда ему наконец-то удаётся добраться до папаши, в этот момент звонит по телефону дочь и сообщает, что уже вышла замуж. Герой выходит из офиса расстроенным, но в этот момент ему на глаза попадается та самая секретарша, что так мило подкладывала ему подушечку…

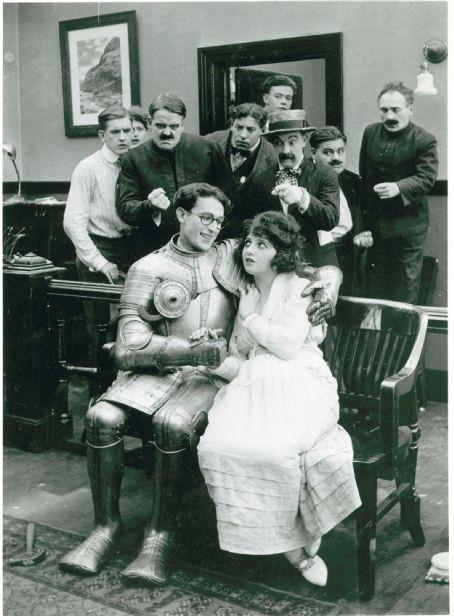
Гарольд Ллойд и Биби Даниелс

## В ролях
- Гарольд Ллойд — влюблённый юноша
- Биби Даниелс — секретарша
- Снуб Поллард — первый помощник отца
- Уоллес Хоу — Босс, отец (в титрах не указан)
- Сэмми Брукс — офисный работник-коротышка (в титрах не указан)
- Гарри Барнс — небольшая роль (в титрах не указан)
- Джеймс А. Фицджералд — офисный работник (в титрах не указан)
- Уильям Гиллеспи — офисный работник (в титрах не указан)
- Лью Харви — небольшая роль (в титрах не указан)
- Бад Джемисон — охранник у двери (в титрах не указан)
- Маргарет Джослин — эпизодическая роль (в титрах не указана)
- Ди Лэмптон — офисный работник (в титрах не указан)
- Мария Москвини — та, в которую был влюблён герой (в титрах не указана)

«… В самой безвыходной ситуации Гарольд, словно играя, выделывает очередной кульбит и снова наивно улыбается, и глаза его смеются из-за огромных очков. Его всё интересует и ничто не выводит из равновесия. Зритель смеётся над Гарольдом, над его глупостью и наивностью, не замечая, что Ллойд одновременно насмехается над публикой. Секрет его юмора заключается в ошеломляющем темпе. Немногие спокойные сцены у Ллойда оказывались лишь подготовкой к взрыву следующей серии трюков.»…